# Алексинац
А̀лексинац или А̀лексинец (на сръбски: Алексинац или Aleksinac, на местния български торлашки диалект: Алексинъц) е град в Централна Сърбия, Нишавски окръг, разположен на 30 км северно от Ниш и на 200 км южно от столицата Белград. Градът е административен център на община Алексинац. Според преброяването на населението от 2011 година в града живеят 16 685 жители.

## География
Алексинац се намира в Алексинашката котловина, на международния път Е75 (сръбски автомагистрален път М1) по важния паневропейски транспортен коридор 4, свързващ Централна Европа с Близкия изток и Солун.

## История
По време на Първата световна война (1915 – 1918) от 24 октомври 1915 градът е под български контрол. Край града са погребани 12 български войници и офицери от Първата световна война.